# Tiefling
Nel gioco di ruolo fantasy Dungeons & Dragons i tiefling sono una razza di stirpeplanari che discendono dall'unione di umani e creature malvagie provenienti dai Piani Esterni come diavoli e demoni; le controparti celestiali dei tiefling sono gli aasimar.
Anche se il succedersi delle generazioni può attenuare o rimuovere il loro malvagio retaggio ancestrale, la contaminazione rimane. Inoltre, qualche particolare del loro aspetto rivela la discendenza. Non sempre sono di allineamento malvagio, ma, essendone predisposti, sono molto spesso considerati tali. 
Le classi preferite dei tiefling sono il Ladro e lo Stregone.
Nel manuale del giocatore della 5ª edizione di Dungeon & Dragons,  i Tiefling vengono direttamente legati ad Asmodeus,  signore supremo dei nove inferni, di cui avrebbero acquisito parte delle caratteristiche nella loro discendenza di sangue.

## I tiefling nei Forgotten Realms
Nell'ambientazione Forgotten Realms, i tiefling sono più presenti rispetto ad altre ambientazioni. Inoltre, esistono tielfing non umani: i Fey'ri, che discendono da demoni ed elfi del sole, e i Tanarukk, che discendono da demoni e orchi. I tiefling sono diffusi nel Mulhorand, nell'Unther e nel Thay.
Nel videogioco di ruolo Neverwinter Nights 2, uno dei personaggi che si affiancano a quello controllato dal giocatore è Neeshka, un tiefling di sesso femminile e di classe Ladro.

## I tiefling in Planescape
Nell'ambientazione Planescape, i tiefling sono una comune razza planare che i giocatori possono scegliere per i propri personaggi giocanti, ma vengono trattati con sospetto e vituperati da molti abitanti dei piani.
Nel videogioco Planescape: Torment compare Annah, una tiefling che si può unire al Nameless One.